# Gelug
De gelug is een van de vijf hoofdscholen binnen het Tibetaans boeddhisme. De andere vier zijn nyingma, sakya, kagyü en jonang. De gelug is de jongste van deze tradities. De gelug ontstond als een apart te onderscheiden entiteit in het begin van de vijftiende eeuw. Vanaf het midden van de zeventiende eeuw tot 1950 was de gelug de dominante machtsfactor in Tibet. Hoewel de gelug daar nooit dezelfde machtspositie heeft weten te bereiken, is die ook in het Mongools boeddhisme de dominante religieuze traditie.
Tulkus als de dalai lama, de panchen lama en de jebtsundamba koetoektoe maken per definitie deel uit van de gelug.

## Tsongkhapa
Anders dan bij de andere grote tradities kan de gelug geen specifieke Indiase meester identificeren als de bron voor hun leerstellingen, hoewel het zich erfgenaam acht van de traditie van Atisha (982-1054).
De vader van het geestelijk gedachtegoed is Tsongkhapa (1357-1419). Tsongkhapa studeerde bij alle belangrijke leraren van de Kadam, Kagyu en vooral Sakya. Zijn belangrijkste leraar was de sakya-meester Remdawa Zhonu Lodro Zhonu (1349-1412). Gezamenlijk schreven ze een nieuwe interpretatie van de opvattingen van Candrakīrti (600-650) ter zake van de Madhyamaka. Het was ook in samenwerking met hem dat nieuwe werken verschenen inzake de Vinaya met tal van regels over het handhaven van monastieke discipline.
Tsongkhapa was de eerste Tibetaanse hervormer van het Tibetaans boeddhisme. De Tibetaanse leraren in de eeuwen daarvoor hadden indrukwekkende prestaties geleverd op het gebied van vertalingen vanuit het Sanskriet en het ordenen en systematiseren van de teksten.
Geen van hen had echter in theologische zin een innovatie aan de leer toegevoegd.
Tsongkhhapa formuleerde een nieuwe synthese tussen de oorspronkelijke erfenis van het boeddhisme uit India en zorgvuldige studie van teksten. In het Madhyamaka was sinds Nagarjuna (2e eeuw na Chr.) de leer van de twee waarheden aanwezig. Daarbij wordt een conventionele waarheid en een hoogste waarheid onderscheiden. In het Tibetaanse boeddhisme kon men op het niveau van de conventionele waarheid door boeddhistische logica tot de conclusie komen, dat het onmogelijk is dat dingen op zichzelf bestaan. Er zijn geen essenties, alles ontstaat door wederzijds afhankelijk ontstaan.
Kennis van de hoogste waarheid werd echter slechts bereikt door tantrische praktijk en meditatie. De belangrijkste innovatie van Tsongkhapa was zijn leer, dat de uitgangspunten van boeddhistische logica ook voor het niveau van de hoogste waarheid gerespecteerd dienden te worden.
In veel literatuur wordt Tsongkhapa – volstrekt onterecht – beschreven als de stichter van de gelug. Er is niets in het leven of het werk van Tsongkhapa, dat er op wijst dat hij de intentie zou hebben gehad een nieuwe religieuze traditie of school te stichten.

## Volgelingen

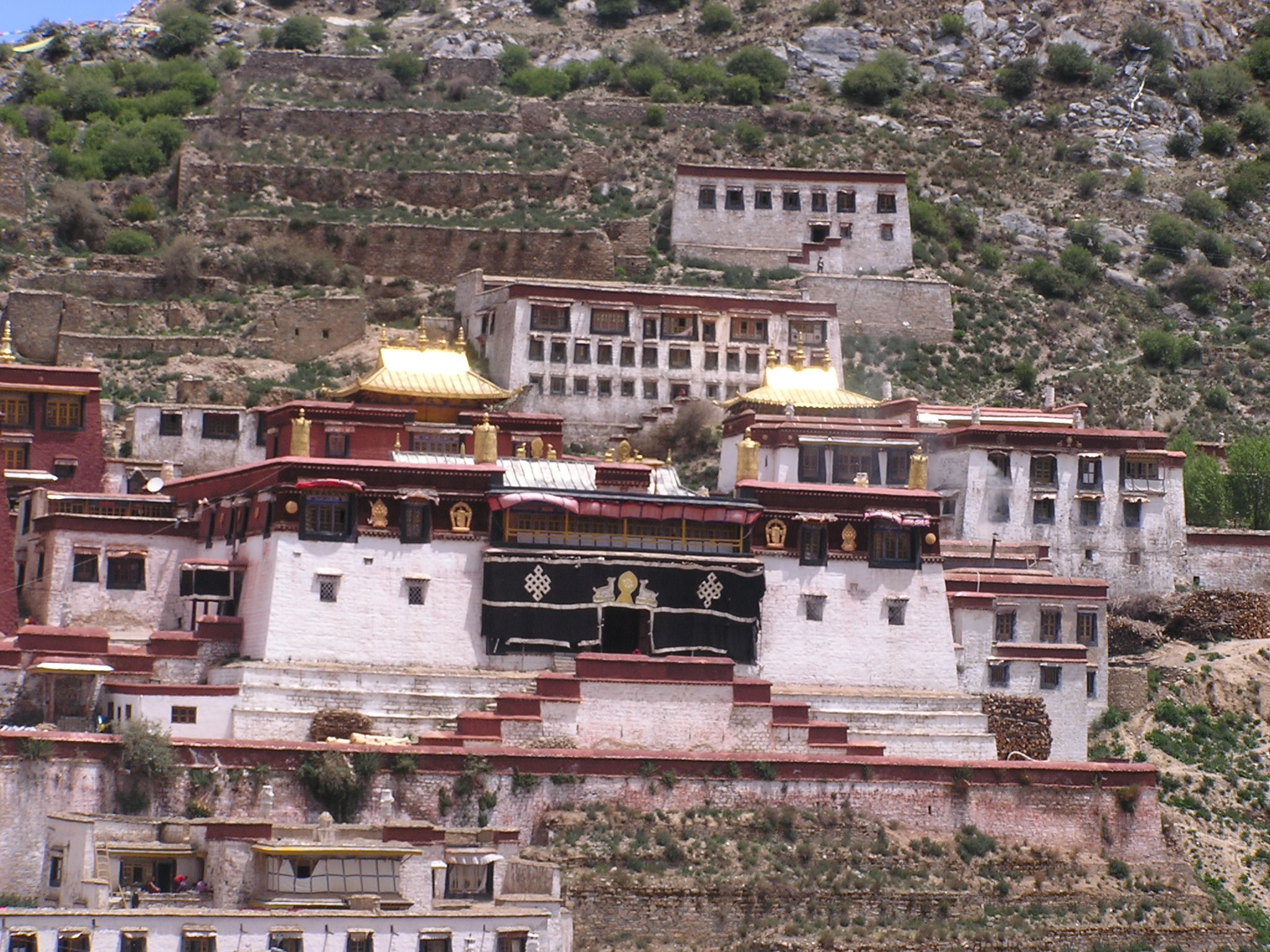
Het klooster Ganden in 2006

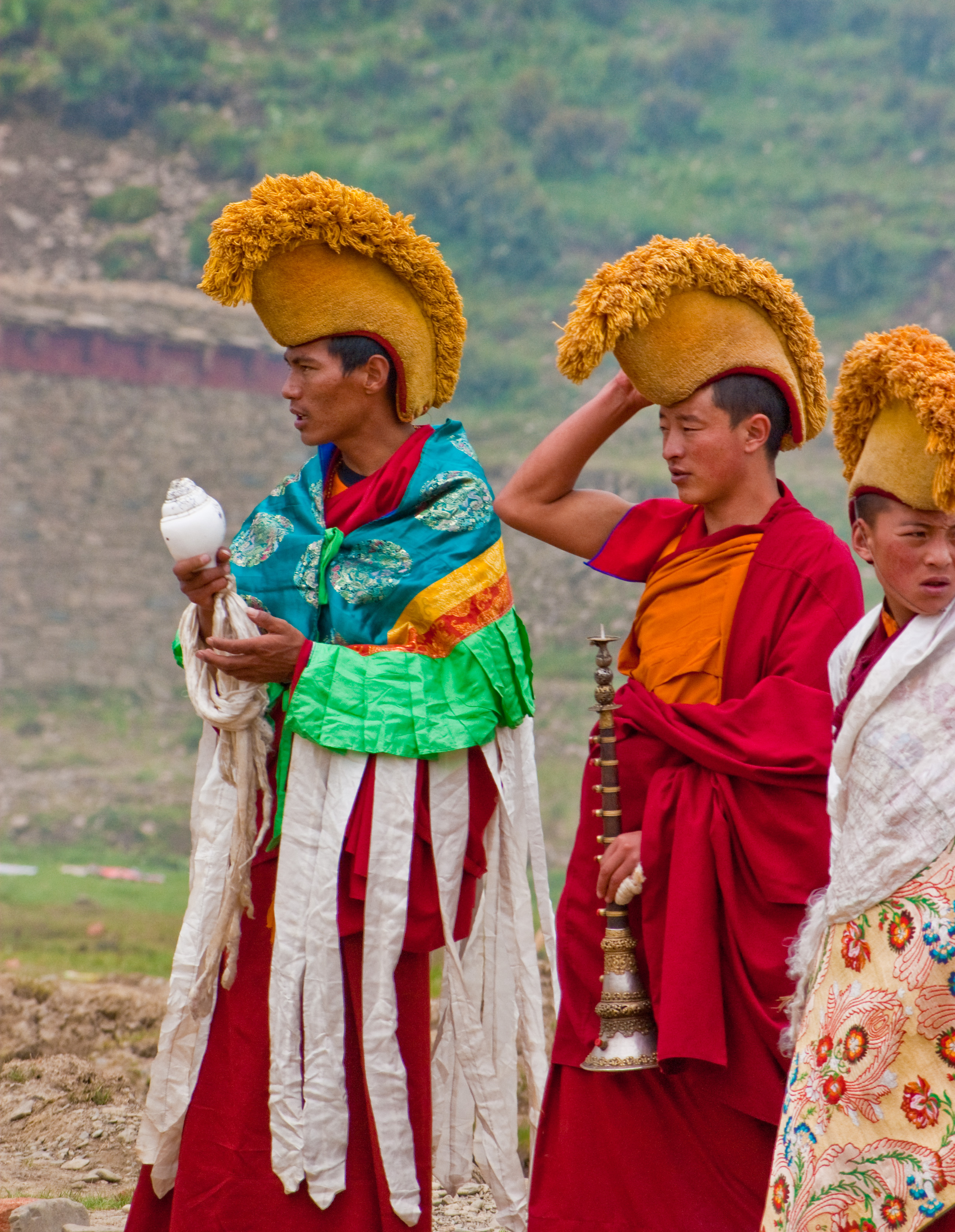
Monniken van de gelug

Tsongkhapa trok een grote groep van getalenteerde volgelingen aan. In de laatste jaren van zijn leven werd door zijn volgelingen het klooster Ganden gesticht. De eerste volgelingen werden ook Gandenpa's genoemd, vanwege hun verbondenheid met het nieuwe klooster.
Tsongkhapa zelf beschouwde zich als deel van de brede traditie van de Sakya. Die traditie was tijdens de Mongoolse periode in Tibet tot 1360 de dominante politieke factor geweest en was in de tijd van Tsongkhapa ten aanzien van de analyse van boeddhistische teksten nog altijd maatgevend. Het was dus heel goed mogelijk, dat de eerste Gandenpa's, waarvan de meeste ook in de traditie van de Sakya hun opleiding hadden gevolgd, onderdeel van die traditie hadden kunnen blijven.
De eerste opvolger van Tsongkhapa was Gyaltsab Je (1364-1432), de eerste abt van het klooster Ganden. De tweede was Khedrup Je (1385-1438), die ruim tweehonderd jaar later postuum de eerste panchen lama werd. In die periode werden sommige door Tsongkhapa geformuleerde leerstellingen al bekritiseerd door enkele Sakya-geleerden. De belangrijkste daarvan was Rongton, tegen wie Khedrub Je een grote persoonlijke aversie had opgebouwd. Gyaltsab Je was nog volledig geworteld in de sakya-traditie.
Het was Khedrup Ye, die daarmee brak en een herkenbare eigen identiteit van de Gandenpa's creëerde. Hij deed dat op een zichtbare manier door de leidinggevenden van het klooster Ganden een gele hoed te laten dragen. Dat idee had Khedrup overgenomen van de Bulug een traditie die eerder met de Sakya had gebroken, maar inmiddels niet meer bestond. De Gandenpa's werden dus op die wijze de enige Geelkappen in Tibet.
De Gandenpa's konden – anders dan bij de andere tradities – niet verwijzen naar een Meester die voor hen openbaringen uit India had meegebracht. Hun tantrische oefeningen waren ontleend aan zowel de Kagyu als de Sakya. Hun scholastische achtergrond was vrijwel geheel gebaseerd op de Sakya. In toenemende mate positioneerde Khedrub dan ook, de nieuwe inzichten van Tsongkhapa als de enig juiste interpretatie van de oude Indiase meesters. De Sakya geleerden bleven uiteraard volhouden dat gezaghebbende leeroverdracht alleen juist kon zijn als het rechtstreeks te herleiden was tot Indiase bronnen.
Khedrub publiceerde daarop zijn geheime biografie van Tsongkhapa, De Wonderbaarlijke Wonderen van Tsongkhapa. Hierin onthulde Khedrub dat Tsongkhapa vele visioenen van Manjushri zou hebben ontvangen. Hij had gedurende die visioenen ook uitgebreid met Manjushri kunnen overleggen en deze boddhisattva van de Wijsheid zou expliciet zijn instemming met de leerstellingen van Tsongkhapa hebben betuigd. Het positioneren van Khedrub van de nieuwe school als volledig toegewijd aan de inzichten en leerstellingen van één Tibetaanse leermeester was nieuw in de Tibetaanse religieuze geschiedenis en wezenlijk verschillend van eerdere ontwikkelingen.
De eerste generaties volgelingen van Tsongkhapa beschouwde zich als echte hervormers, toegewijd aan vooral het verwijderen van misbruik in de toenmalige Tibetaans monastieke praktijk. Zij legden de nadruk op het handhaven van het celibaat, het benadrukken van scholastiek boven tantrische praktijk en zagen hun beweging als een terugkeer naar een meer puur boeddhisme. Veel van de praktijk in andere tradities zagen deze volgelingen als moreel verval en vormen van corruptie.
Met financiële steun van de Ming-keizer Xuande (1398-1435) werden werken van Tsongkhapa in blokdruk uitgebracht, waarbij Khedrub de ook gedrukte commentaren schreef. Commentaren van andere leerlingen van Tsongkhapa op zijn werk, die niet geheel overeenstemden met dat van Khedrub werden verhinderd te verschijnen.
Er vormde zich binnen de hiërarchie van de Gandenpa's dan ook al spoedig een orthodoxie. In 1416 werd begonnen met de bouw van het klooster Drepung en in 1419 met dat van het klooster Sera. De orthodoxie werd vastgelegd in de voor de kloosters verplichte handboeken voor debat, waarin de orthodoxe positie en de afwijzing van afwijkende meningen werden vastgelegd. De term Gandenpa werd in de loop van dit proces vervangen door Gendenpa's (Genden betekent Deugdzaam). Dit werd kort daarna vervangen door het synoniem Gelugpa's.
Pas bij de dood van de derde opvolger van Tsongkhapa, Gendün Drub (1391-1475) ruim honderd jaar later postuum als eerste dalai lama benoemd, ging de gelug het instrument van reïncarnatie toepassen als methode van selectie voor de opvolging van de belangrijkste leidinggevende van de beweging.

## Ontwikkelingen in de zestiende en zeventiende eeuw

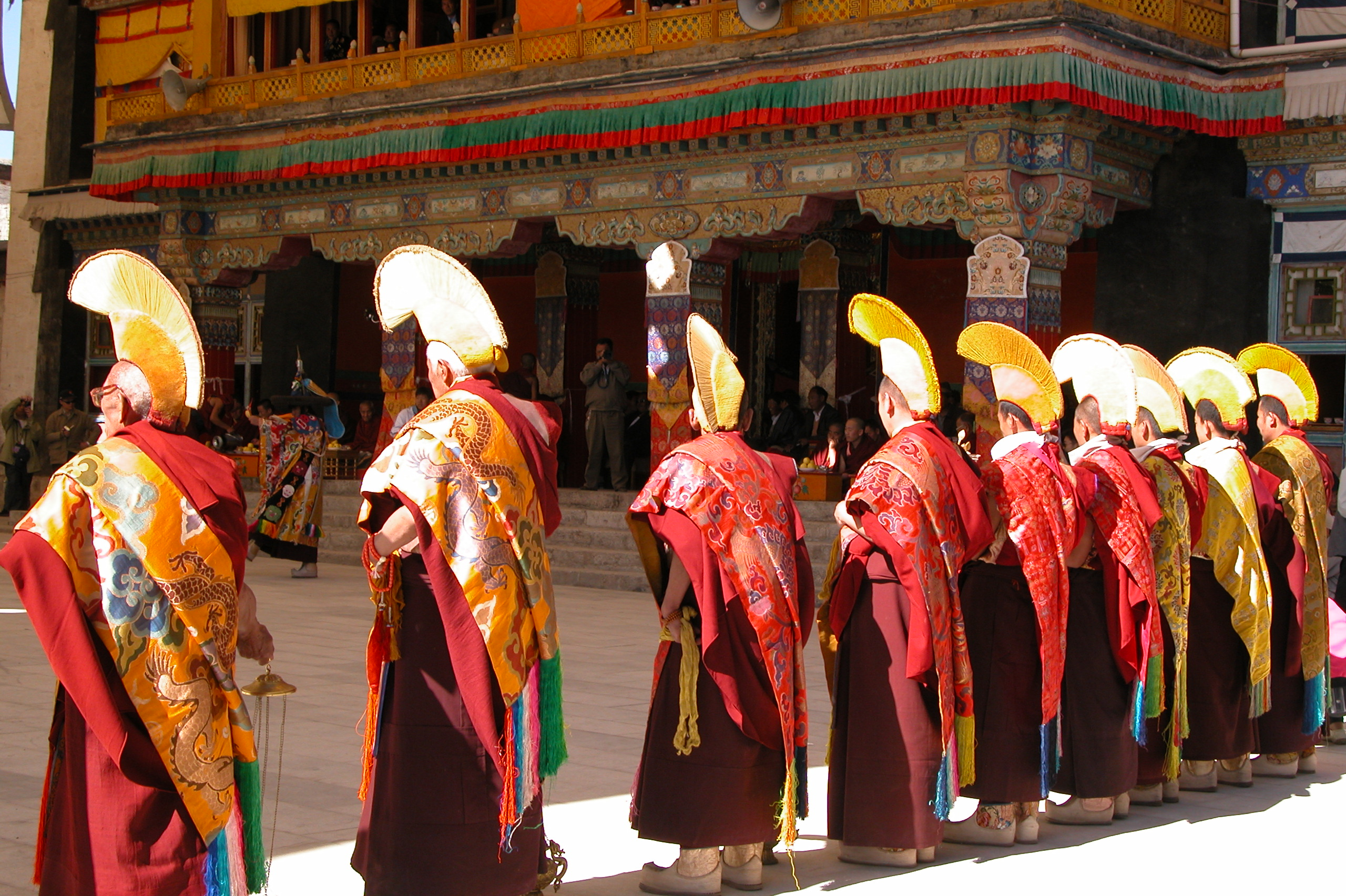
Monniken van de gelug

In het midden van de zestiende eeuw was Sönam Gyatso (1543-1588) de belangrijkste tulku van de gelug. Na een eerste uitnodiging te hebben afgeslagen arriveerde Sönam Gyatso in 1578 aan het hof van de Altan Khan. Hij predikte daar het boeddhisme en de khan en zijn hof bekeerden zich daartoe. De khan gaf Sönam Gyatso de titel prachtige Vajradhara, goede, briljante, prijzenswaardige oceaan, afgekort tot oceaan lama dan wel dalai lama. Het is overigens een titel die in Mongoolse bronnen al in de 13e eeuw te vinden valt als Oceaan Khan. Twee voorgangers van Sönam Gyatso werden postuum tot de eerste en tweede dalai lama benoemd. In de chronologie is Sönam Gyatso dan ook de derde dalai lama.
In de eerste helft van de zeventiende eeuw was er een decennia durende burgeroorlog in Tibet. De meeste religieuze stromingen hadden zich daarbij verbonden aan een militaire macht. De Gelug stond gedurende de strijd enige malen op de rand van geëlimineerd te worden. Door militaire interventie van Güshri Khan (1582-1655), de leider van de Khoshut-Mongolen, uit Kokonor wist de gelug toch uiteindelijk de overwinning te behalen in die oorlog. De toenmalige vijfde dalai lama werd de eerste, die reële politieke en bestuurlijke macht verkreeg.
Daarna begon een fase van verankering van de pas verworven machtspositie. Dat betekende onder meer het verwijderen van instituties uit andere tradities, die geïncorporeerd werden in de gelug-traditie. Een voorbeeld was het verplaatsen van het orakel van Samye naar het pas gebouwde klooster van Nechung bij Lhasa, waar het verder zou functioneren als het Tibetaans staatsorakel.
De werken van schrijvers uit met name de sakya-traditie die kritisch commentaar hadden geleverd op de geschriften van Tsongkhapa, werden verboden en de blokdrukken daarvan werden vernietigd.
Het aantal kloosters van de gelug nam sterk toe, ook door het in beslag nemen van kloosters van voormalige verliezers van de burgeroorlog. Ook het aantal monniken groeide sterk. In de vijfendertig jaar tussen 1695 en 1730 nam dat toe van 100.000 naar 320.000 (cijfers voor Centraal-Tibet en Kham gezamenlijk). Ongeveer 25% van de mannelijke bevolking is dan monnik. Dit percentage bleef tot aan 1959 globaal ongewijzigd. Deze ontwikkeling werd al door Sanggye Gyatso, de tweede regent in Tibet, beschreven in zijn werk de Gele beril dat in 1698 verscheen. Het is de eerste formele geschiedschrijving van de gelug als traditie.

## Orthodoxie

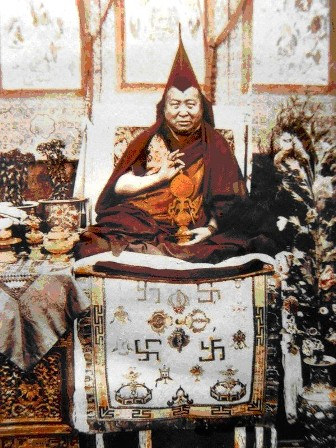
Pabongka

Veel historici hebben gewezen op de aanwezigheid van een sterk orthodoxe, vaak sektarische stroming binnen de gelug. Die stroming werd vanaf de achttiende eeuw ook steeds invloedrijker. In die periode vond er een verschuiving plaats van de culturele vitaliteit vanuit Centraal-Tibet naar Kham en Amdo. De burgeroorlogen van de 17e en 18e eeuw, de politieke instabiliteit en de maatregelen die noodzakelijk werden geacht de verworven machtspositie van de gelug te verankeren, hadden in Centraal -Tibet voor een ander cultureel klimaat gezorgd.
Dat kenmerkte zich onder meer door aanzienlijk minder tolerantie van de gelug ten opzichte van andere geestelijke tradities van het Tibetaans boeddhisme en het ontstaan van een invloedrijke sektarische factie binnen die gelug. Het gevolg is een verstarring van verhoudingen in de samenleving van Centraal-Tibet, een verdere beperking van de toch al niet grote sociale mobiliteit en een toenemende overheersende rol van uiterst conservatieve krachten.
In de negentiende eeuw ontstaat de rimé-beweging, die op een meer eclectische wijze wenst om te gaan met de verschillen tussen de diverse tradities. Vertegenwoordigers van vrijwel alle religieuze bewegingen zijn daarin vertegenwoordigd. De gelug ontbreekt echter geheel.
Met uitzondering van de periode van de leek Wangchug Gyalpo (r.1862-1864) waren de twaalf regenten van Tibet in de periode 1750-1950 tulkus van de gelug.
Tot diep in de twintigste eeuw en tot in de ballingschap waren er zeer invloedrijke tulkus van de gelug als Pabongka (1878-1941) en Lobsang Yeshe Tenzin Gyatso (1900-1981) die de superioriteit van de doctrine van de gelug, zoals zij die interpreteerden, boven die van alle andere Tibetaanse tradities en met name die van de nyingma beklemtoonden. Pabongka deed dat op ronduit gewelddadige wijze.
Zowel de dertiende dalai lama als de veertiende dalai lama hebben geprobeerd hierin een matigende rol te spelen. Dat leidde echter tot conflicten met een deel van de hiërarchie van de gelug. De afsplitsing van de Nieuwe kadampatraditie van de gelug rond 1990 is onder meer een gevolg hiervan.